# Franz Unger
Franz Unger (ur. 30 listopada 1800 w Leutschach, zm. 13 lutego 1870 w Grazu) – austriacki botanik, mykolog, fizjolog roślin i paleontolog.

## Życiorys
Początkowo Unger studiował prawo na Uniwersytecie w Grazu. W 1820 przeniósł się do Wiednia na studia medyczne, w 1822 rozpoczął studia na Uniwersytecie Karola. W 1823 roku wrócił do Wiednia, gdzie w 1827 ukończył studia medyczne. Od tegoż roku  praktykował jako lekarz w Stockerau pod Wiedniem, od 1830 jako lekarz sądowy w Kitzbühel w Tyrolu. W 1836 został mianowany profesorem botaniki na Uniwersytecie w Grazu, a także wykładał w Joanneum (które stało się Universalmuseum Joanneum i Politechniką w Grazu). Od 1850 wykładał także fizjologię roślin na Uniwersytecie Wiedeńskim. W 1852 r. podróżował po Europy Północnej i Wschodniej. W 1866 przeszedł na emeryturę i zamieszkał na swojej farmie niedaleko Grazu.

## Praca naukowa
Początkowo Unger zajmował się głównie paleontologią, później zainteresował się anatomią i fizjologią roślin i grzybów. Postawił hipotezę, że (wówczas nieznane) kombinacje prostych elementów wewnątrz komórki roślinnej determinują dziedziczność rośliny. Hipoteza ta zafascynowała jego  ucznia Grzegorza Mendla, który później rozpoczął doświadczenia w tej dziedzinie. Unger był także pionierem w dokumentowaniu związków między glebą a roślinami.
Unger zasłynął z zaproponowania teorii ewolucji jeszcze przed Karolem Darwinem. W swojej książce Attempt of a History of the Plant World (1852) poświęcił rozdział ewolucji roślin. W tamtych czasach hipotezy Ungera były rewolucyjne i szeroko krytykowane przez wyznawców religii.
Przy nazwach naukowych utworzonych przez niego taksonów dodawany jest jego nazwisko Unger.